# Lemuria (Therion)
Lemuria is een album van de Zweedse metalband Therion uit 2004. Het werd tegelijkertijd met Sirius B uitgegeven. De naam Lemuria is een verwijzing naar het hypothetische verloren land van Lemuria.

## Tracklist
1. Typhon
2. Uthark Runa
3. Three Ships of Berik, pt.1 : Calling to Arms and Fighting the Battle
4. Three Ships of Berik, pt.2 : Victory
5. Lemuria
6. Quetzalcoatl
7. The Dreams of Swedenborg
8. An Arrow From the Sun
9. Abraxas
10. Feuer Overture/Prometheus Entfesselt